# ドミトリー・コザク
ドミトリー・ニコラエヴィチ・コザク（ロシア語: Дми́трий Никола́евич Коза́к、ラテン文字転写の例：Dmitri Nikolayevich Kozak、1958年11月7日 - ）は、ロシアの政治家。第1次ミハイル・フラトコフ内閣の元官房長官。第2次ウラジーミル・プーチン内閣及びドミートリー・メドヴェージェフ内閣にて副首相を務めている。

## 略歴
1958年11月7日、ソビエト連邦ウクライナ・ソビエト社会主義共和国のキロヴォグラード州に生まれる。1976年から兵役に就く。軍では空挺部隊に勤務する。1985年にレニングラード大学法学部を卒業し、レニングラード検察局に入る。その後、市のコンツェルン「モノリト・キロフストロイ」で法務部主任。レニングラード港湾機関法務部主任などを経て、レニングラード市法律関係の諸機関に勤務する。1990年、レニングラード市人民代議員大会執行委員会法務局副局長に就任。1991年には同局長に昇進。1994年9月にサンクトペテルブルク市法務委員会議長となる。この頃に同市の第一副市長だったウラジーミル・プーチンと出会い、プーチンの片腕として働くようになった。1998年から1999年まで、サンクトペテルブルク副市長を務めた。
1999年、ロシア連邦政府に移り、プーチン首相の下、8月政府官房次長（内閣官房副長官）、次いで官房長官（閣僚待遇）に相次いで就任する。2000年ロシア大統領選挙では、プーチン選対に参加する。プーチンの事実上の政権構想となった「2010年までのロシア戦略発展計画」立案の作業班にも参加した。同年6月にロシア連邦大統領府副長官としてプーチン政権の中央集権化政策などの改革立案に関与。2003年10月、大統領府第一副長官に就任する。2004年ロシア大統領選挙直前の2004年2月にプーチンがミハイル・カシヤノフ首相を解任し、同年3月に第1次ミハイル・フラトコフ内閣が成立すると、コザクは官房長官に就任した。同年9月、南部連邦管区大統領全権代表に就任。連邦政府に新設された北カフカス政策を担当する連邦特別委員会の委員長も兼務することになった。コザクの任命の背景には、武力のみならず、経済面でのチェチェンを含むカフカス問題の包括的解決を目指すものと観測された。2007年9月、ヴィクトル・ズプコフ内閣の地域開発相に就任。2008年5月に成立した第2次ウラジーミル・プーチン内閣でも留任したが、同年10月にソチオリンピック専任の副首相に就任した。
コザクは、プーチンやドミートリー・メドヴェージェフとはレニングラード大学の先輩後輩に当たる。その経歴から、プーチン政権の初期から中期までは、メドヴェージェフ、セルゲイ・イワノフ、アレクサンドル・ジューコフなどと共に有力なプーチンの後継候補と目されてきた。